# Schloss Weilbach
Das Schloss Weilbach ist ein Schloss und ehemalige Burg in Weilbach (Schlossstraße 23), einem heutigen Stadtteil von Flörsheim am Main im Main-Taunus-Kreis in Hessen.
Die Burg wurde im 12.–13. Jahrhundert von dem Rittergeschlecht Erlenbach von Weilbach erbaut. Im 15. Jahrhundert wurde der Bering ausgebaut. Um 1671 gelangte das Schloss durch Pfandverschreibung in den Besitz von Johann Adolf Wolff-Metternich und ist noch heute in Besitz der gräflichen Familie.	
Um 1670 wurde das Herrenhaus auf hohem Sockel mit Sichtfachwerk und Walmdach erbaut. Weiter findet sich noch der Stumpf eines spätgotischen Wohnturmes und ein rechteckiger Flankenturm mit nachträglich eingefügter Kapelle.
Gelegentliche öffentliche Veranstaltungen haben das Schloss inzwischen bekannter gemacht.